# Принцип правової визначеності
При́нцип правово́ї ви́значеності (пе́вності) — загальний принцип права, який гарантує забезпечення легкості з'ясування змісту права і можливість скористатися цим правом у разі необхідності.

### Загальна характеристика
Принцип правової визначеності є невід'ємною, органічною складовою принципу верховенства права. Про це у низці своїх рішень зазначає зокрема Європейський Суд з прав людини. У своїх рішеннях Конституційний Суд України також посилається на принцип правової визначеності, наголошуючи на тому, що він є необхідним компонентом принципу верховенства права.
У широкому розумінні принцип правової визначеності являє собою сукупність вимог до організації та функціонування правової системи з метою забезпечення перш за все стабільного правового становища індивіда шляхом вдосконалення процесів правотворчості та правозастосування.

### Вимоги принципу правової визначеності
- Чітке формулювання умов, за яких здійснюється обмеження чи позбавлення свободи;
- Обов'язковість оприлюднення нормативно-правових актів;
- Відсутність внесення непередбачуваних змін до законодавства;
- Чіткий розподіл повноважень між гілками державної влади;
- Спеціально-дозвільний тип правового регулювання діяльності органів державної влади;
- Виняткове законодавче закріплення меж повноважень органів виконавчої влади;
- Неможливість скасування остаточного судового рішення;
- Незворотність дії нормативно-правових актів у часі[1].

Правова визначеність є однією з умов ефективної дії верховенства права, а забезпечення реалізації вимог принципу правової визначеності у його широкому розумінні є запорукою не лише ефективних реалізації та захисту прав людини, а й значного вдосконалення механізму держави.
Деякі складові принципу верховенства права не завжди напряму фіксуються в конституціях, і Конституція України у цьому відношенні не є винятком. Вони сформульовані переважно правовою наукою та судовою практикою. До таких слід віднести, зокрема, принцип визначеності. Цей принцип означає вимогу чіткості підстав, цілей та змісту нормативних приписів, особливо тих із них, які адресовані безпосередньо громадянам. Вони повинні мати можливість упевнено передбачати правові наслідки своєї поведінки. Принцип визначеності вимагає також, щоби повноваження органів виконавчої влади у відносинах із громадянами та їх об'єднаннями визначалися лише законами. Ними ж мають установлюватися межі розсуду цих органів. Жоден акт органів виконавчої влади не може підміняти своїм регулюванням закон і визначати власні межі свободи розсуду в указаних відносинах.
Європейський Суд з прав людини у своїй практиці часто використовує цей принцип для мотивації своїх рішень. Важливою рисою європейського механізму захисту прав людини слід назвати гнучкість положень Конвенції, що досягається завдяки діяльності Європейського Суду, рішення у конкретних справах якого мають прецедентний характер і вважаються складовою тексту Конвенції у частині її тлумачення.

### Принцип правової визначеності у практиці Конституційного Суду України
Конституційний Суд України в Рішенні від 29 червня 2010 року у справі за конституційним поданням Уповноваженого Верховної Ради України з прав людини щодо відповідності Конституції України (конституційності) абзацу восьмого пункту 5 частини першої статті 11 Закону України «Про міліцію» зазначив, що «одним із елементів верховенства права є принцип правової визначеності, у якому стверджується, що обмеження основних прав людини та громадянина і втілення цих обмежень на практиці допустиме лише за умови забезпечення передбачуваності застосування правових норм, встановлених такими обмеженнями» (абзац третій підпункту 3.1 пункту 3 мотивувальної частини).
Конституційний Суд України у Рішенні від 22 вересня 2005 року N 5-рп/2005 у справі про постійне користування земельними ділянками вказав, що із конституційних принципів рівності і справедливості випливає вимога визначеності, ясності і недвозначності правової норми, оскільки інше не може забезпечити її однакове застосування, не виключає необмеженості трактування у правозастосовній практиці і неминуче призводить до сваволі (абзац другий підпункту 5.4 пункту 5 мотивувальної частини).

### Принцип правової визначеності у практиціЄСПЛ
У справі Стіл та інші проти Сполученого Королівства Суд вказує, що вимога Конвенції пункту 2 ст. 10 про те, що обмеження здійснення свободи вираження поглядів, яке має бути встановлене законом, є рівнозначною вимозі, передбаченій у пункті 1 ст. 5 про те, що будь-яке позбавлення свободи має бути законним. Суд наголошує: Конвенція вимагає, щоб усе право, чи то писане, чи неписане, було достатньо чітким, щоб дозволити громадянинові, якщо виникне потреба з належною порадою, передбачати певною мірою за певних обставин наслідки, які може спричинити певна дія. Вислови «законний» та «згідно з процедурою, встановленою законом», у пункті 1 ст. 5 зумовлюють не лише повне дотримання основних процесуальних норм внутрішньодержавного права, а й те, що будь-яке позбавлення свободи відповідає меті ст. 5 і не є свавільним (п. 54).